# St. Lucie Mets
Die St. Lucie Mets sind ein Minor-League-Baseball-Team aus Port St. Lucie, Florida.
Das Team, welches in der Florida State League in der Eastern Division spielt, ist das High-A-Farmteam des Major-League-Baseball-Teams New York Mets.
Das Team trägt seine Spiele im First Data Field aus. Es wurde 1988 eröffnet und bietet 7.160 Zuschauern Platz. Im First Data Field findet auch das jährliche Spring Training der New York Mets statt.
Die St. Lucie Mets haben die Florida State League schon 5-mal gewonnen (1988, 1996, 1998, 2003, 2006, 2011). 

## Minor-League-Teams der New York Mets
| Level          | Team                   | Liga                    | Standort                          |
| -------------- | ---------------------- | ----------------------- | --------------------------------- |
| AAA            | Las Vegas 51s          | Pacific Coast League    | Las Vegas, Nevada                 |
| AA             | Binghamton Mets        | Eastern League          | Binghamton, New York              |
| Advanced A     | St. Lucie Mets         | Florida State League    | Port St. Lucie, Florida           |
| A              | Savannah Sand Gnats    | South Atlantic League   | Savannah, Georgia                 |
| Short Season A | Brooklyn Cyclones      | New York-Penn League    | Brooklyn, New York City, New York |
| Rookie         | Kingsport Mets         | Appalachian League      | Kingsport, Tennessee              |
| Rookie         | Gulf Coast League Mets | Gulf Coast League       | Port St. Lucie, Florida           |
| Rookie         | Dominican Summer Mets  | Dominican Summer League | Dominikanische Republik           |